# ケンダルミントケーキ

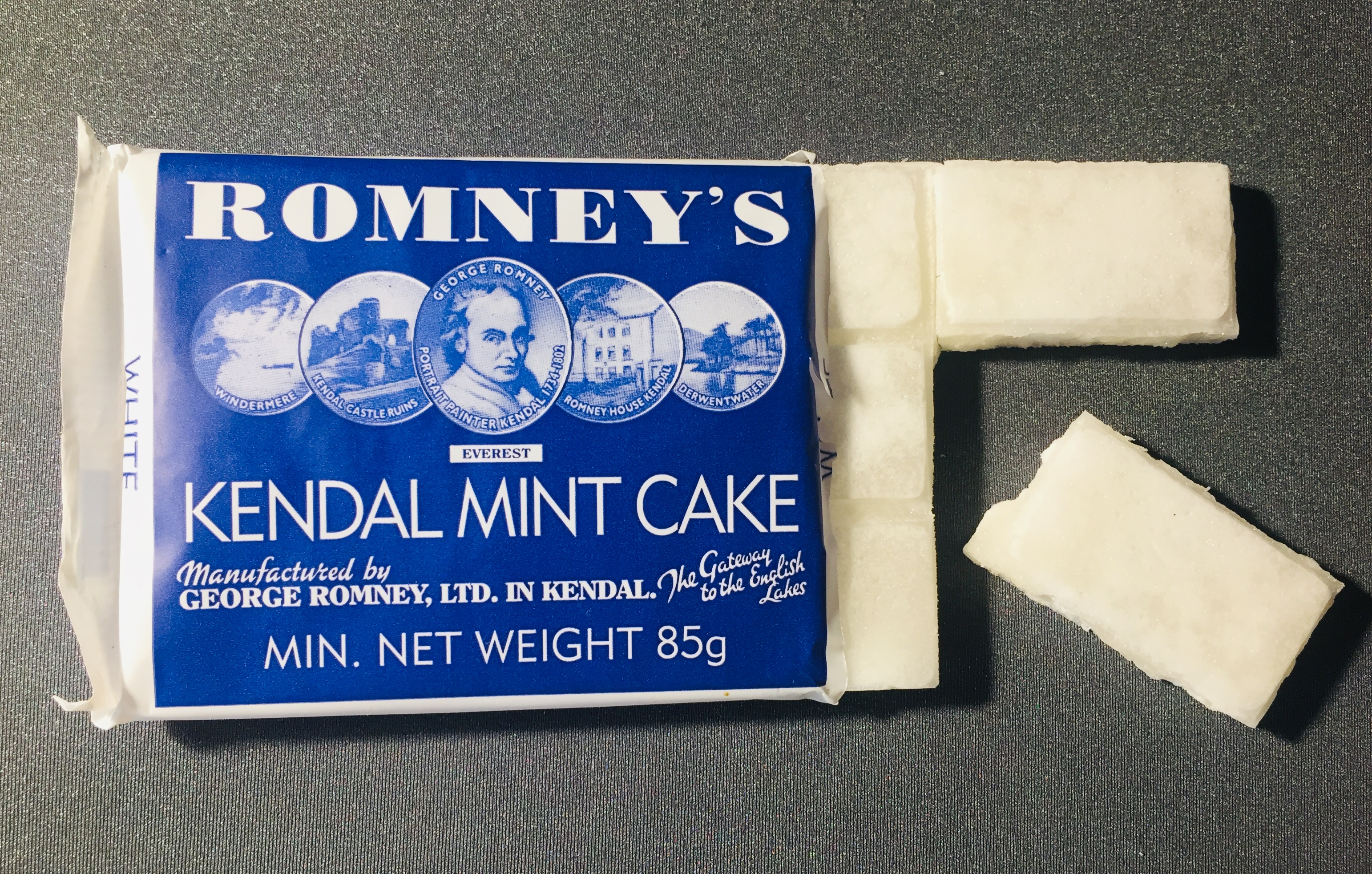
市販品パッケージ

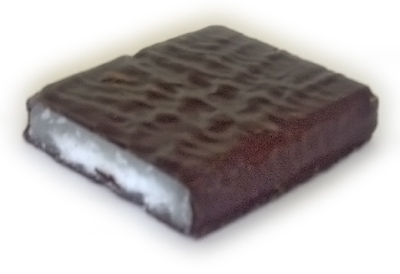
チョコレートコーディングされたケンダルミントケーキ

ケンダルミントケーキ、ケンダル・ミントケーキ（英語: Kendal Mint Cake）はイギリス・ケンダル発祥のミント味の砂糖菓子。

## 概要
1869年に菓子職人のジョセフ・ワイパー（Joseph Wiper）がレシピを考案したとさる。
1953年5月29日、エドモンド・ヒラリーとテンジン・ノルゲイがエベレストの人類初を達成した際の携行食糧としてケンダルミントケーキを食べていたというエピソードによって、一躍有名になり、人気となった。その際、登山チームの一員は「ケンダルミントケーキは、我々が携行した食糧の中で、最も人気があった。ただ、十分な量を持って行かなかったことだけが批判される（It was easily the most popular item on our high altitude ration – our only criticism was that we did not have enough of it.）」と語っている。その後も多くの登山家や探検家たちがケンダルミントケーキを携行し、150年以上経った今日でも登山者やハイカーたちを中心に人気が高い。
伝統的なレシピでは、砂糖、グルコース、ペパーミントオイルと水だけで作られる。
さまざまな形状で市販されているが、板チョコのように平らに固められて、小さく割って食べられるよう溝がついている形状が一般的である。また、今日ではブラウンシュガーで作られたものや、チョコレートでコーティングされたものも製造、販売されている。

## 発祥
発祥については諸説あるが、ジョセフ・ワイパーのレシピを受け継いでいる菓子店「Rommey's」では以下のように説明している。
ジョセフ・ワイパーは透明で固いミントキャンディーを作ろうとしていたが、加熱をする際に混ぜ過ぎてしまい、砂糖が結晶化して白濁してしまった。その失敗品を放っておいところ、翌朝になって、もろくて口の中でほどけるミントケーキになっていた。